# Zhang Weihong
Zhang Weihong (chiń. 張維紅; pinyin Zhāng Wéihóng; ur. 31 stycznia 1963) – chińska piłkarka ręczna, medalistka olimpijska.
Dwukrotna olimpijka (IO 1984, IO 1988). W Los Angeles reprezentacja Chin zdobyła brązowy medal. Zhang wystąpiła we wszystkich pięciu spotkaniach tego turnieju (w tym przeciwko Stanom Zjednoczonym, RFN, Korei Południowej, Austrii i Jugosławii), strzelając trzy bramki. Cztery lata później w Seulu zajęła wraz z drużyną szóste miejsce, strzelając łącznie dziesięć goli w pięciu spotkaniach.
Wzięła udział w mistrzostwach świata w 1986 roku, podczas których Chiny zajęły dziewiąte miejsce. Zhang strzeliła 24 bramki w tym turnieju – wśród chińskich zawodniczek więcej goli zdobyła wyłącznie He Jianping.